# Barqueta de Sant Pere
La barqueta de Sant Pere o, a Menorca, velella (Velella velella) és una espècie d'hidrozous hidroïdolí de l'ordre dels antoatecats. Tot i que no és una medusa sinó una colònia flotant de pòlips especialitzats, popularment és considerada com una de les meduses freqüents al litoral català.

## Característiques
Són animals petits, d'uns 7 cm de diàmetre, que floten lliurement menades pel vent i els corrents oceànics. Cada individu és una colònia d'hidroides.
Duen una membrana semicircular similar a una vela que neix de la superfície i ajuda que siguin transportades pel vent.
Els seus tentacles contenen unes cèl·lules urticants anomenades cnidòcits. Les toxines que desprenen són inofensives per l'ésser humà, ja que no poden travessar la seva pell. Malgrat això podrien causar alguns problemes en llocs amb presència de mucoses com els ulls o també si entren en contacte amb ferides obertes.

## Invasió del 2018
El 2018 hi va haver una invasió massiva d'aquest hidrozous a les platges de Catalunya. És un efecte de la sobrepesca de les espècies que s'alimenten d'aquests animals, així com l'augment progressiu de la temperatura de l'aigua.